# 卵形泡双吸虫
卵形泡双吸虫（学名：Didymocystis ovata）为囊双科泡双吸虫属的动物。分布于太平洋，包括南海等海域，营寄生生活，宿主青干金枪鱼、东方金枪鱼以及鲔，寄生部位为口腔。